# 马林 (1903年)
马林（1903年—1983年），又名赵秉彝，男，山西省忻州市保德县新庄子村人，中华人民共和国政治人物，曾任山西省人事监察厅厅长，山西省政协副主席。